# Kelevíz
Ez a szócikk a településről szól, a kelevéz (kelevíz) nevű fegyverről lásd a lándzsa szócikket!
Kelevíz egy község Somogy vármegyében, a Marcali járásban.

## Fekvése
Marcali déli szomszédságában helyezkedik el, a várostól mintegy 6 kilométerre. A község főutcája a Barcstól Balatonberény térségéig húzódó 68-as főút, amelyből itt ágazik ki a szomszédos zsákfaluba, Gadányba vezető 68 108-as számú mellékút.

## Története
Kelevíz Árpád-kori település. Nevét 1273-ban Keleuez írásmóddal említette először oklevél, majd 1397-ben Keleuiz, 1417-ben Kelewyz alakban írták. Ezt a nevet a hagyomány a kelevéz nevű lándzsaszerű fegyver nevéből eredezteti, a falu mai címerében ezért is szerepel egy ilyen fegyver.
1332-1337 között a pápai tizedjegyzék is említette, tehát ekkor már plébániája is volt. 1536-ban Fajszi Ferencz és Bergyegh (Berjegi) Domokos volt a település földesura. 1563-ban a török kincstári fejadójegyzékbe 8, 1580-ban pedig már csak 1 házzal volt felvéve. 1701-1703 körül a Laskai, 1726-ban a Dezső család volt Kelevíz birtokosa. A 18. századi összeírásokban nem fordult elő. A 19. század első elején a Lehner, a Stefaich, a Hunkár, a Boross, a Kapitány és a gróf Forgách családok voltak birtokosai.
Temploma 1910-ben épült, ünnepeken istentiszteletet tartottak benne, hétköznap falai között tanítás folyt. Az 1920-as években kisparaszti gazdaságok jöttek létre. A második világháború végén, 1944. december 3-tól 1945. március 30-áig Kelevíznél húzódott a frontvonal, ekkor a település minden háza megsérült. A hősi halottakról márványtábla emlékezik meg a temetőben. A helyi termelőszövetkezet 1959-ben jött létre, majd 1969-ben egyesült a mesztegnyői, a hosszúvízi és a gadányi téeszekkel. A körzetesítések idején Kelevíz tanácsát Marcalihoz csatolták, majd 1977-től a mesztegnyői közös tanács része lett. 1990-től körjegyzőség részét képezi, 1996 óta Hosszúvízzel és Gadánnyal együtt.

## Közélete

### Polgármesterei
- 1990–1994: Szigeti Gyula (független)[5]
- 1994–1998: Horváth Zoltán (MSZP)[6]
- 1998–2002: Horváth Zoltán (MSZP)[7]
- 2002–2006: Berta Józsefné (független)[8]
- 2006–2010: Berta Józsefné (független)[9]
- 2010–2014: Berta Józsefné (független)[10]
- 2014–2018: Vargáné Balatincz Krisztina (független)[11]
- 2018–2019: Vargáné Balatincz Krisztina (független)[12]
- 2019–2024: Vargáné Balatincz Krisztina (Fidesz-KDNP)[13]
- 2024– : Balogh Ferenc (független)[1]

A településen 2018. szeptember 23-án időközi polgármester-választást (és képviselő-testületi választást) tartottak, az előző képviselő-testület önfeloszlatása miatt. A választáson a hivatalban lévő polgármester is elindult, és meg is erősítette a pozícióját.

## Népesség
A település népességének változása:
| Lakosok száma | 315  | 313  | 311  | 327  | 313  | 311  | 325  |
|               | 2013 | 2014 | 2015 | 2021 | 2022 | 2023 | 2024 |

A 2011-es népszámlálás során a lakosok 99,4%-a magyarnak, 11,1% cigánynak, 1,3% németnek mondta magát (a kettős identitások miatt a végösszeg nagyobb lehet 100%-nál). A vallási megoszlás a következő volt: római katolikus 82,9%, református 0,9%, evangélikus 0,6%, felekezet nélküli 7,3% (7,9% nem nyilatkozott).
2022-ben a lakosság 86,9%-a vallotta magát magyarnak, 4,8% cigánynak, 1,6% németnek, 1,6% egyéb, nem hazai nemzetiségűnek (11,8% nem nyilatkozott; a kettős identitások miatt a végösszeg nagyobb lehet 100%-nál). Vallásuk szerint 53,4% volt római katolikus, 1,3% evangélikus, 0,6% református, 0,6% egyéb katolikus, 16,3% felekezeten kívüli (27,8% nem válaszolt).